# Temporada 2010-11 de la NBA
La temporada 2010-11 de la NBA fue la sexagesimoquinta de la historia de la competición estadounidense de baloncesto. El All-Star Game se celebró el 20 de febrero de 2011 en el Staples Center de Los Ángeles.

## Nuevos pabellones
Los New Jersey Nets jugarán esta temporada en el Prudential Center de Newark, New Jersey, abierto en 2007, que es también la sede de los New Jersey Devils de la NHL. Será su lugar de juego provisional hasta que el Barclays Center se termine de construir en Brooklyn, New York. Los Orlando Magic jugarán en el nuevo Amway Center después de haber disputado sus partidos como local en el Amway Arena desde su llegada a la liga en 1989.

## Clasificaciones

#### Por división
| División Atlántico   | G  | P  | %    | PV   | C     | F     | Div. | PJ |
| -------------------- | -- | -- | ---- | ---- | ----- | ----- | ---- | -- |
| y-Boston Celtics     | 56 | 26 | .683 | -    | 33-8  | 23-18 | 13–3 | 82 |
| x-New York Knicks    | 42 | 40 | .512 | 14.0 | 23-18 | 19-22 | 10–6 | 82 |
| x-Philadelphia 76ers | 41 | 41 | .500 | 15.0 | 26-15 | 15-26 | 9–7  | 82 |
| New Jersey Nets      | 24 | 58 | .293 | 32.0 | 19-22 | 5–36  | 3–13 | 82 |
| Toronto Raptors      | 22 | 60 | .268 | 34.0 | 16–25 | 6–35  | 5–11 | 82 |

| División Central    | G  | P  | %    | PV   | C     | F     | Div. | PJ |
| ------------------- | -- | -- | ---- | ---- | ----- | ----- | ---- | -- |
| z-Chicago Bulls     | 62 | 20 | .756 | –    | 36–5  | 26–15 | 15–1 | 82 |
| x-Indiana Pacers    | 37 | 45 | .451 | 25.0 | 24–17 | 13–28 | 9–7  | 82 |
| Milwaukee Bucks     | 35 | 47 | .427 | 27.0 | 22–19 | 13–28 | 6–10 | 82 |
| Detroit Pistons     | 30 | 52 | .366 | 32.0 | 21–20 | 9–32  | 7–9  | 82 |
| Cleveland Cavaliers | 19 | 63 | .232 | 43.0 | 12–29 | 7–34  | 3–13 | 82 |

| División Sureste   | G  | P  | %    | PV   | C     | F     | Div. | PJ |
| ------------------ | -- | -- | ---- | ---- | ----- | ----- | ---- | -- |
| y-Miami Heat       | 58 | 24 | .707 | –    | 30–11 | 28–13 | 13–3 | 82 |
| x-Orlando Magic    | 52 | 30 | .634 | 6.0  | 29–12 | 23–18 | 11–5 | 82 |
| x-Atlanta Hawks    | 44 | 38 | .537 | 14.0 | 24–17 | 20–21 | 9–7  | 82 |
| Charlotte Bobcats  | 34 | 48 | .415 | 24.0 | 21–20 | 13–28 | 4–12 | 82 |
| Washington Wizards | 23 | 59 | .280 | 35.0 | 20–21 | 3–38  | 3–13 | 82 |

| División Noroeste        | G  | P  | %    | PV   | C     | F     | Div. | PJ |
| ------------------------ | -- | -- | ---- | ---- | ----- | ----- | ---- | -- |
| y-Oklahoma City Thunder  | 55 | 27 | .671 | –    | 30–11 | 25–16 | 13–3 | 82 |
| x-Denver Nuggets         | 50 | 32 | .610 | 5.0  | 33–8  | 17–24 | 9–7  | 82 |
| x-Portland Trail Blazers | 48 | 34 | .585 | 7.0  | 30–11 | 18–23 | 10–6 | 82 |
| Utah Jazz                | 39 | 43 | .476 | 16.0 | 21–20 | 18–23 | 7–9  | 82 |
| Minnesota Timberwolves   | 17 | 65 | .207 | 38.0 | 12–29 | 5–36  | 1–15 | 82 |

| División Pacífico     | G  | P  | %    | PV   | C     | F     | Div. | PJ |
| --------------------- | -- | -- | ---- | ---- | ----- | ----- | ---- | -- |
| y-Los Angeles Lakers  | 57 | 25 | .695 | –    | 30–11 | 27–14 | 12–4 | 82 |
| Phoenix Suns          | 40 | 42 | .488 | 17.0 | 23–18 | 17–24 | 9–7  | 82 |
| Golden State Warriors | 36 | 46 | .439 | 21.0 | 26–15 | 10–31 | 5–11 | 82 |
| Los Angeles Clippers  | 32 | 50 | .390 | 25.0 | 23–18 | 9–32  | 7–9  | 82 |
| Sacramento Kings      | 24 | 58 | .293 | 33.0 | 11–30 | 13–28 | 7–9  | 82 |

| División Suroeste     | G  | P  | %    | PV   | C     | F     | Div. | PJ |
| --------------------- | -- | -- | ---- | ---- | ----- | ----- | ---- | -- |
| c-San Antonio Spurs   | 61 | 21 | .744 | –    | 36–5  | 25–16 | 10–6 | 82 |
| x-Dallas Mavericks    | 57 | 25 | .695 | 4.0  | 29–12 | 28–13 | 8–8  | 82 |
| x-New Orleans Hornets | 46 | 36 | .561 | 15.0 | 28–13 | 18–23 | 9–7  | 82 |
| x-Memphis Grizzlies   | 46 | 36 | .561 | 15.0 | 30–11 | 16–25 | 8–8  | 82 |
| Houston Rockets       | 43 | 39 | .524 | 18.0 | 25–16 | 18–23 | 5–11 | 82 |

### Por conferencia
| #                                                       | Conferencia Este     | Conferencia Este | Conferencia Este | Conferencia Oeste        | Conferencia Oeste | Conferencia Oeste |
| #                                                       | Equipo               | G-P              | PV               | Equipo                   | G-P               | PV                |
| ------------------------------------------------------- | -------------------- | ---------------- | ---------------- | ------------------------ | ----------------- | ----------------- |
| 1                                                       | z-Chicago Bulls      | 62-20            | -                | c-San Antonio Spurs      | 61-21             | -                 |
| 2                                                       | y-Miami Heat         | 58-24            | 4.0              | y-Los Angeles Lakers     | 57-25             | 4.0               |
| 3                                                       | y-Boston Celtics     | 56-26            | 6.0              | x-Dallas Mavericks       | 57-25             | 4.0               |
| 4                                                       | x-Orlando Magic      | 52-30            | 10.0             | y-Oklahoma City Thunder  | 55-27             | 6.0               |
| 5                                                       | x-Atlanta Hawks      | 44-38            | 18.0             | x-Denver Nuggets         | 50-32             | 11.0              |
| 6                                                       | x-New York Knicks    | 42-40            | 20.0             | x-Portland Trail Blazers | 48-34             | 13.0              |
| 7                                                       | x-Philadelphia 76ers | 41-41            | 21.0             | x-New Orleans Hornets    | 46-36             | 15.0              |
| 8                                                       | x-Indiana Pacers     | 37-45            | 25.0             | x-Memphis Grizzlies      | 46-36             | 15.0              |
| 9                                                       | Milwaukee Bucks      | 35-47            | 27.0             | Houston Rockets          | 43-39             | 18.0              |
| 10                                                      | Charlotte Bobcats    | 34-48            | 28.0             | Phoenix Suns             | 40-42             | 21.0              |
| 11                                                      | Detroit Pistons      | 30-52            | 32.0             | Utah Jazz                | 39-43             | 22.0              |
| 12                                                      | New Jersey Nets      | 24-58            | 38.0             | Golden State Warriors    | 36-46             | 25.0              |
| 13                                                      | Washington Wizards   | 23-59            | 39.0             | Los Angeles Clippers     | 32-50             | 29.0              |
| 14                                                      | Toronto Raptors      | 22-60            | 40.0             | Sacramento Kings         | 24-58             | 37.0              |
| 15                                                      | Cleveland Cavaliers  | 19-63            | 43.0             | Minnesota Timberwolves   | 17-65             | 44.0              |
| * Lider de división (garantizado al menos el 4º puesto) |                      |                  |                  |                          |                   |                   |

- Aparecen en color verde las franquicias que se clasificaron para disputar los Play-Offs.

x- Clasificado para playoffs

y- Campeón de división

c- Ventaja de campo en los playoffs de conferencia

z- Ventaja de campo en todos los playoffs

## Playoffs
|  | Primera Ronda     | Primera Ronda | Primera Ronda  |   |                | Semifinales de Conferencia | Semifinales de Conferencia | Semifinales de Conferencia |  |    | Finales de Conferencia | Finales de Conferencia | Finales de Conferencia |  |    | Finales de la NBA | Finales de la NBA | Finales de la NBA |
|  |                   |               |                |   |                |                            |                            |                            |  |    |                        |                        |                        |  |    |                   |                   |                   |
|  | E1                | Chicago*      | 4              |   |                |                            |                            |                            |  |    |                        |                        |                        |  |    |                   |                   |                   |
|  | E8                | Indiana       | 1              |   |                |                            |                            |                            |  |    |                        |                        |                        |  |    |                   |                   |                   |
|  | E8                | Indiana       | 1              |   | E1             | Chicago*                   | 4                          |                            |  |    |                        |                        |                        |  |    |                   |                   |                   |
|  |                   |               |                |   | E1             | Chicago*                   | 4                          |                            |  |    |                        |                        |                        |  |    |                   |                   |                   |
|  |                   | E5            | Atlanta        | 2 |                |                            |                            |                            |  |    |                        |                        |                        |  |    |                   |                   |                   |
|  | E4                | E5            | Atlanta        | 2 | Orlando        | 2                          |                            |                            |  |    |                        |                        |                        |  |    |                   |                   |                   |
|  | E4                |               |                |   | Orlando        | 2                          |                            |                            |  |    |                        |                        |                        |  |    |                   |                   |                   |
|  | E5                | Atlanta       | 4              |   |                |                            |                            |                            |  |    |                        |                        |                        |  |    |                   |                   |                   |
|  | E5                | Atlanta       | 4              |   |                |                            |                            |                            |  | E1 | Chicago*               | 1                      |                        |  |    |                   |                   |                   |
|  | Conferencia Este  |               |                |   |                |                            |                            |                            |  | E1 | Chicago*               | 1                      |                        |  |    |                   |                   |                   |
|  |                   | E2            | Miami*         | 4 |                |                            |                            |                            |  |    |                        |                        |                        |  |    |                   |                   |                   |
|  | E3                | E2            | Miami*         | 4 | Boston*        | 4                          |                            |                            |  |    |                        |                        |                        |  |    |                   |                   |                   |
|  | E3                |               |                |   | Boston*        | 4                          |                            |                            |  |    |                        |                        |                        |  |    |                   |                   |                   |
|  | E6                | New York      | 0              |   |                |                            |                            |                            |  |    |                        |                        |                        |  |    |                   |                   |                   |
|  | E6                | New York      | 0              |   | E3             | Boston*                    | 1                          |                            |  |    |                        |                        |                        |  |    |                   |                   |                   |
|  |                   |               |                |   | E3             | Boston*                    | 1                          |                            |  |    |                        |                        |                        |  |    |                   |                   |                   |
|  |                   | E2            | Miami*         | 4 |                |                            |                            |                            |  |    |                        |                        |                        |  |    |                   |                   |                   |
|  | E2                | E2            | Miami*         | 4 | Miami*         | 4                          |                            |                            |  |    |                        |                        |                        |  |    |                   |                   |                   |
|  | E2                |               |                |   | Miami*         | 4                          |                            |                            |  |    |                        |                        |                        |  |    |                   |                   |                   |
|  | E7                | Philadelphia  | 1              |   |                |                            |                            |                            |  |    |                        |                        |                        |  |    |                   |                   |                   |
|  | E7                | Philadelphia  | 1              |   |                |                            |                            |                            |  |    |                        |                        |                        |  | E2 | Miami*            | 2                 |                   |
|  |                   |               |                |   |                |                            |                            |                            |  |    |                        |                        |                        |  | E2 | Miami*            | 2                 |                   |
|  |                   | O3            | Dallas         | 4 |                |                            |                            |                            |  |    |                        |                        |                        |  |    |                   |                   |                   |
|  | O1                | O3            | Dallas         | 4 | San Antonio*   | 2                          |                            |                            |  |    |                        |                        |                        |  |    |                   |                   |                   |
|  | O1                |               |                |   | San Antonio*   | 2                          |                            |                            |  |    |                        |                        |                        |  |    |                   |                   |                   |
|  | O8                | Memphis       | 4              |   |                |                            |                            |                            |  |    |                        |                        |                        |  |    |                   |                   |                   |
|  | O8                | Memphis       | 4              |   | O8             | Memphis                    | 3                          |                            |  |    |                        |                        |                        |  |    |                   |                   |                   |
|  |                   |               |                |   | O8             | Memphis                    | 3                          |                            |  |    |                        |                        |                        |  |    |                   |                   |                   |
|  |                   | O4            | Oklahoma City* | 4 |                |                            |                            |                            |  |    |                        |                        |                        |  |    |                   |                   |                   |
|  | O4                | O4            | Oklahoma City* | 4 | Oklahoma City* | 4                          |                            |                            |  |    |                        |                        |                        |  |    |                   |                   |                   |
|  | O4                |               |                |   | Oklahoma City* | 4                          |                            |                            |  |    |                        |                        |                        |  |    |                   |                   |                   |
|  | O5                | Denver        | 1              |   |                |                            |                            |                            |  |    |                        |                        |                        |  |    |                   |                   |                   |
|  | O5                | Denver        | 1              |   |                |                            |                            |                            |  | O4 | Oklahoma City*         | 1                      |                        |  |    |                   |                   |                   |
|  | Conferencia Oeste |               |                |   |                |                            |                            |                            |  | O4 | Oklahoma City*         | 1                      |                        |  |    |                   |                   |                   |
|  |                   | O3            | Dallas         | 4 |                |                            |                            |                            |  |    |                        |                        |                        |  |    |                   |                   |                   |
|  | O3                | O3            | Dallas         | 4 | Dallas         | 4                          |                            |                            |  |    |                        |                        |                        |  |    |                   |                   |                   |
|  | O3                |               |                |   | Dallas         | 4                          |                            |                            |  |    |                        |                        |                        |  |    |                   |                   |                   |
|  | O6                | Portland      | 2              |   |                |                            |                            |                            |  |    |                        |                        |                        |  |    |                   |                   |                   |
|  | O6                | Portland      | 2              |   | O3             | Dallas                     | 4                          |                            |  |    |                        |                        |                        |  |    |                   |                   |                   |
|  |                   |               |                |   | O3             | Dallas                     | 4                          |                            |  |    |                        |                        |                        |  |    |                   |                   |                   |
|  |                   | O2            | LA Lakers*     | 0 |                |                            |                            |                            |  |    |                        |                        |                        |  |    |                   |                   |                   |
|  | O2                | O2            | LA Lakers*     | 0 | LA Lakers*     | 4                          |                            |                            |  |    |                        |                        |                        |  |    |                   |                   |                   |
|  | O2                |               |                |   | LA Lakers*     | 4                          |                            |                            |  |    |                        |                        |                        |  |    |                   |                   |                   |
|  | O7                | New Orleans   | 2              |   |                |                            |                            |                            |  |    |                        |                        |                        |  |    |                   |                   |                   |

*- Campeón de división

Negrita- Ganador de las series

## Líderes de las estadísticas
| Categoría                       | Jugador       | Equipo                 | Estadísticas |
| ------------------------------- | ------------- | ---------------------- | ------------ |
| Puntos por partido              | Kevin Durant  | Oklahoma City Thunder  | 27,7         |
| Rebotes por partido             | Kevin Love    | Minnesota Timberwolves | 15,2         |
| Asistencias por partido         | Steve Nash    | Phoenix Suns           | 11,4         |
| Robos de balón por partido      | Chris Paul    | New Orleans Hornets    | 2,35         |
| Tapones por partido             | Andrew Bogut  | Milwaukee Bucks        | 2,58         |
| Porcentaje de tiros de campo    | Nene Hilario  | Denver Nuggets         | 61,5         |
| Porcentaje de tiros de 3 puntos | Matt Bonner   | San Antonio Spurs      | 45,7         |
| Porcentaje de tiros libres      | Stephen Curry | Golden State Warriors  | 93,4         |
| Pts. + Rebs. + Asis.            | LeBron James  | Miami Heat             | 41,2         |
| Eficiencia                      | LeBron James  | Miami Heat             | 28,6         |

## Premios

### Reconocimientos individuales
- MVP de la Temporada
  -  Derrick Rose, Chicago Bulls[4]
- Rookie del Año
  -  Blake Griffin, Los Angeles Clippers[5]
- Mejor Defensor
  -  Dwight Howard, Orlando Magic[6]
- Mejor Sexto Hombre
  -  Lamar Odom, Los Angeles Lakers[7]
- Jugador Más Mejorado
  -  Kevin Love, Minnesota Timberwolves[8]
- Jugador Más Deportivo
  -  Stephen Curry, Golden State Warriors[9]
- Entrenador del año
  -  Tom Thibodeau, Chicago Bulls
- Mejor Quinteto de la Temporada
  -  Derrick Rose, Chicago Bulls
  -  Kobe Bryant, Los Angeles Lakers
  -  LeBron James, Miami Heat
  -  Kevin Durant, Oklahoma City Thunder
  -  Dwight Howard, Orlando Magic
- Segundo Mejor Quinteto de la Temporada
  -  Russell Westbrook, Oklahoma City Thunder
  -  Dwyane Wade, Miami Heat
  -  Dirk Nowitzki, Dallas Mavericks
  -  Amar'e Stoudemire, New York Knicks
  -  Pau Gasol, Los Angeles Lakers
- Tercer Mejor Quinteto de la Temporada
  -  Chris Paul, New Orleans Hornets
  -  Manu Ginóbili, San Antonio Spurs
  -  Zach Randolph, Memphis Grizzlies
  -  LaMarcus Aldridge, Portland Trail Blazers
  -  Al Horford, Atlanta Hawks
- Mejor Quinteto defensivo de la Temporada[10]
  -  Rajon Rondo, Boston Celtics
  -  Kobe Bryant, Los Angeles Lakers
  -  LeBron James, Miami Heat
  -  Kevin Garnett, Boston Celtics
  -  Dwight Howard, Orlando Magic
- Segundo Mejor Quinteto defensivo de la NBA[10]
  -  Chris Paul, New Orleans Hornets
  -  Tony Allen, Memphis Grizzlies
  -  Andre Iguodala, Philadelphia 76ers
  -  Joakim Noah, Chicago Bulls
  -  Tyson Chandler, Dallas Mavericks
- Mejor Quinteto de Rookies de la Temporada
  -  John Wall, Washington Wizards
  -  Gary Neal, San Antonio Spurs
  -  Landry Fields, New York Knicks
  -  Blake Griffin, Los Angeles Clippers
  -  DeMarcus Cousins, Sacramento Kings
- Segundo Mejor Quinteto de Rookies de la NBA
  -  Eric Bledsoe, Los Angeles Clippers
  -  Wesley Johnson, Minnesota Timberwolves
  -  Paul George, Indiana Pacers
  -  Derrick Favors, New Jersey Nets/Utah Jazz
  -  Greg Monroe, Detroit Pistons

### Jugadores del mes
| Mes               | Conferencia Oeste                          | Conferencia Este                                   |
| ----------------- | ------------------------------------------ | -------------------------------------------------- |
| Octubre-noviembre | Deron Williams (Utah Jazz)                 | Dwight Howard (Orlando Magic)                      |
| Diciembre         | Kevin Durant (Oklahoma City Thunder)       | LeBron James (Miami Heat) Dwyane Wade (Miami Heat) |
| Enero             | Zach Randolph (Memphis Grizzlies)          | LeBron James (Miami Heat)                          |
| Febrero           | LaMarcus Aldridge (Portland Trail Blazers) | Dwight Howard (Orlando Magic)                      |
| Marzo             | Kobe Bryant (Los Angeles Lakers)           | Derrick Rose (Chicago Bulls)                       |
| Abril             | Kevin Durant (Oklahoma City Thunder)       | LeBron James (Miami Heat)                          |

### Rookies del mes
| Mes               | Conferencia Oeste                    | Conferencia Este                |
| ----------------- | ------------------------------------ | ------------------------------- |
| Octubre-noviembre | Blake Griffin (Los Angeles Clippers) | Landry Fields (New York Knicks) |
| Diciembre         | Blake Griffin (Los Angeles Clippers) | Landry Fields (New York Knicks) |
| Enero             | Blake Griffin (Los Angeles Clippers) | John Wall (Washington Wizards)  |
| Febrero           | Blake Griffin (Los Angeles Clippers) | John Wall (Washington Wizards)  |
| Marzo             | Blake Griffin (Los Angeles Clippers) | John Wall (Washington Wizards)  |
| Abril             | Blake Griffin (Los Angeles Clippers) | John Wall (Washington Wizards)  |

### Entrenadores del mes
| Mes               | Conferencia Oeste                      | Conferencia Este                  |
| ----------------- | -------------------------------------- | --------------------------------- |
| Octubre-noviembre | Gregg Popovich (San Antonio Spurs)     | Doc Rivers (Boston Celtics)       |
| Diciembre         | Gregg Popovich (San Antonio Spurs)     | Erik Spoelstra (Miami Heat)       |
| Enero             | Monty Williams (New Orleans Hornets)   | Tom Thibodeau (Chicago Bulls)     |
| Febrero           | Rick Carlisle (Dallas Mavericks)       | Doug Collins (Philadelphia 76ers) |
| Marzo             | Phil Jackson (Los Angeles Lakers)      | Tom Thibodeau (Chicago Bulls)     |
| Abril             | Nate McMillan (Portland Trail Blazers) | Tom Thibodeau (Chicago Bulls)     |

### Jugadores de la semana
| Semana                            | Conferencia Oeste                          | Conferencia Este                    |
| --------------------------------- | ------------------------------------------ | ----------------------------------- |
| 26 de octubre a 31 de octubre     | Pau Gasol (Los Angeles Lakers)             | Rajon Rondo (Boston Celtics)        |
| 1 de noviembre a 7 de noviembre   | Chris Paul (New Orleans Hornets)           | Dwight Howard (Orlando Magic)       |
| 8 de noviembre a 14 de noviembre  | Deron Williams (Utah Jazz)                 | Derrick Rose (Chicago Bulls)        |
| 15 de noviembre a 21 de noviembre | Russell Westbrook (Oklahoma City Thunder)  | Amar'e Stoudemire (New York Knicks) |
| 22 de noviembre a 28 de noviembre | Dirk Nowitzki (Dallas Mavericks)           | Dwight Howard (Orlando Magic)       |
| 29 de noviembre a 5 de diciembre  | Russell Westbrook (Oklahoma City Thunder)  | Amar'e Stoudemire (New York Knicks) |
| 6 de diciembre a 12 de diciembre  | Dirk Nowitzki (Dallas Mavericks)           | Dwyane Wade (Miami Heat)            |
| 13 de diciembre a 19 de diciembre | Tony Parker (San Antonio Spurs)            | Paul Pierce (Boston Celtics)        |
| 20 de diciembre a 26 de diciembre | Monta Ellis (Golden State Warriors)        | LeBron James (Miami Heat)           |
| 27 de diciembre a 2 de enero      | Chauncey Billups (Denver Nuggets)          | Dwyane Wade (Miami Heat)            |
| 3 de enero a 9 de enero           | Zach Randolph (Memphis Grizzlies)          | LeBron James (Miami Heat)           |
| 10 de enero a 16 de enero         | Russell Westbrook (Oklahoma City Thunder)  | Derrick Rose (Chicago Bulls)        |
| 17 de enero a 23 de enero         | LaMarcus Aldridge (Portland Trail Blazers) | Dwight Howard (Orlando Magic)       |
| 24 de enero a 30 de enero         | Zach Randolph (Memphis Grizzlies)          | LeBron James (Miami Heat)           |
| 31 de enero a 6 de febrero        | Kevin Durant (Oklahoma City Thunder)       | LeBron James (Miami Heat)           |
| 7 de febrero a 13 de febrero      | LaMarcus Aldridge (Portland Trail Blazers) | Dwight Howard (Orlando Magic)       |
| 21 de febrero a 27 de febrero     | Kevin Martin (Houston Rockets)             | Dwight Howard (Orlando Magic)       |
| 28 de febrero a 6 de marzo        | Russell Westbrook (Oklahoma City Thunder)  | Paul Pierce (Boston Celtics)        |
| 7 de marzo a 13 de marzo          | Tony Parker (San Antonio Spurs)            | Dwyane Wade (Miami Heat)            |
| 14 de marzo a 20 de marzo         | Kyle Lowry (Houston Rockets)               | LeBron James (Miami Heat)           |
| 21 de marzo a 27 de marzo         | Kobe Bryant (Los Angeles Lakers)           | Dwight Howard (Orlando Magic)       |
| 28 de marzo a 3 de abril          | Zach Randolph (Memphis Grizzlies)          | Carmelo Anthony (New York Knicks)   |
| 4 de abril a 10 de abril          | Kevin Durant (Oklahoma City Thunder)       | Carmelo Anthony (New York Knicks)   |